# La Résurrection de Ra's al Ghul
La Résurrection de Ra's al Ghul (Batman: The Resurrection of Ra's al Ghul) est un comics américain de Batman publié aux États-Unis sous forme de crossover dans différentes revues liées à Batman. En France la première édition se fait sous la forme d'un album paru en 2009 chez Panini Comics.

## Synopsis
Ra's al Ghul est mort mais son âme a survécu. Certains membres de son organisation, notamment le Spectre Blanc, ont décidé de le faire revenir à la vie. Ils décident d'utiliser Damian Wayne, son petit-fils, comme réceptacle.

## Chapitres

### Danse et résurrection
- Batman Annual #26 : Resurrection Shuffle (dessins : David Lopez, scénario : Peter Milligan, encrage : Alvaro Lopez)

Spectre Blanc, l'un des fidèles compagnons de feu Ra's al Ghul, demande à Talia d'enseigner à Damian, son fils, la vie de son grand-père. Non loin de là, Batman enquête sur la disparition de deux jeunes biologistes. Talia conte les exploits de son père à son fils : alors qu'il n'était qu'un jeune garçon, il se mit au service d'un vieillard auprès duquel il apprit la médecine et épousa sa fille, Sora. Ensemble, ils font des recherches qui les amènent à découvrir le secret de l'immortalité. Pour avoir de l'argent, Ra's décide de guérir un prince avec l'eau du puits de Lazare sur lequel il fait ses recherches. Mais le prince devient fou, tue Sora : Ra's a le cœur brisé et son âme est à jamais corrompue. Il devient un chef de clan sanguinaire qui se fait surnommer « la tête de démon ». Quelques décennies plus tard, Ra's participe à la bataille de Waterloo au côté de Wellington. Il est accompagné de Spectre Blanc. Il veut contrer Napoléon pour lui voler sa maîtresse.
Après avoir écouté, malgré lui, tous ces récits, Damian est amené à Spectre Blanc pour la cérémonie. Ce dernier veut transférer l'esprit de Ra's dans le corps de son petit-fils, un fait que Talia ignore. L'enquête de Batman l'amène à croiser des hommes qui semblent vieillir plus lentement et des mites dont l'espérance de vie semble avoir augmenté de 60 fois. Il remonte le lit d'un fleuve dans lequel il trouve les corps des deux jeunes biologistes et au bout duquel il trouve un puits de Lazare. Spectre Blanc et deux de ses hommes sont inanimés. Damian ne veut pas servir de réceptacle à l'esprit de son grand-père et, avec l'aide de sa mère, s'est débarrassé de ses assaillants et s'est enfui. Lorsqu'il reprend connaissance, Spectre Blanc attaque Batman mais finit dans le puits de Lazare.

### La Farandole des spectres voraces
- Robin Annual #7 : The Festival of the Hungry Ghost (dessins : Jason Pearson, scénario : Keith Champagne)

Damian Wayne, en balade dans les rues de la ville de l'île de Cheung Cho (en Chine), est apostrophé par un vieillard qui lui fait boire un thé empoisonné. Dans son délire, Damian se retrouve dans un cimetière où il est attaqué par des spectres. Damian n'a peur d'aucun d'eux. Le dernier spectre qu'il doit affronter est Robin/Tim Drake le troisième fils adoptif de son père, Bruce.

### Prélude:Le Lever de Lazare
- Batman #670 : The Resurrection of Ra's al Ghul, prelude: Lazarus Rising (dessins : Tony Daniel, scénario : Grant Morrison, encrage : Alvaro Jonathan Glapion)

À Hong Kong, I Ching, attaqué par des soldats de la ligue des assassins à la recherche du secret du chemin de Nanda Parbat (en) (ville fictive située dans l'Hindou Kouch), est secouru par Batman. Les ninjas survivants reviennent rendre compte auprès du Sensei qui a décidé de prendre les rênes de la ligue des assassins. Talia fait appel aux services de Halisidote, Aranéide et Libellule pour détrousser une bande de riches à un gala. Batman s'en débarrasse rapidement. Pendant ce temps, Talia reçoit la visite de Ra's al Ghul ressuscité dans le corps de Sam Tang qui se détériore très vite. Damian, qui arbore le costume de Robin, rentre chez lui et trouve sa mère et son grand-père. Il a rejoint son père dans son combat et s'oppose à son grand-père, se débarrasse des ninjas puis s'enfuit.

### Première partie:Un enfant pour le démon
- Robin #168 : The Resurrection of Ra's al Ghul, part 1: A Boy for the Demon (dessins : Freddie E. Williams II, scénario : Peter Milligan, encrage : Guy Major)

Damian fuit et décide de rejoindre le manoir Wayne pour demander à son père de le protéger de Ra's al Ghul qui veut se servir de son corps pour ressusciter. Au manoir, il croise Robin à qui il demande de l'aide mais leur conversation tourne mal et les adolescents s'affrontent. Entretemps, à Hong Kong, Batman libère Talia de son père. Au Tibet, le Sensei reçoit les premiers artefacts qui lui permettront de retrouver le chemin de Nanda Parbat. Il a fait appel aux services de Merlyn Archer et de ses sbires pour y arriver. Au manoir Wayne, la bagarre continue malgré l'intervention d'Alfred pour les séparer. Pourtant, dehors la menace est bien plus importante : des dizaines de ninjas sont là pour s'emparer de Damian.

### Deuxième partie:Le Moindre des maux
- Nightwing #138 : The Resurrection of Ra's al Ghul, part 2: The Lesser of Two Evils (dessins : Don Kramer, scénario : Fabian Nicieza, encrage : Wayne Faucher)

Nightwing est contacté par Batman pour prêter main-forte à Robin et Damian au manoir. Il tombe sur Halisidote, Libellule et Aranéide envoyées par Talia pour protéger Damian. Au Tibet, Batman et Talia poursuivent Ra's al Ghul et à Singapour, les hommes du Sensei continuent de regrouper les artefacts. Pendant que Nightwing sauve les trois envoyées de Talia touchées par des flèches empoisonnées, Robin et Damian sont capturés par les ninjas.

### Troisième partie
- Detective Comics #838 : The Resurrection of Ra's al Ghul, part 3 (dessins : Ryan Benjamin, scénario : Paul Dini, encrage : Saleem Crawford)

Damian et Robin sont amenés à Ra's qui tente de corrompre Robin pour qu'il se rallie à sa cause. Batman et Talia, dans leur progression vers le repaire de Ra's, sont rejoints par I Ching. Halisidote, Libellule et Aranéide sont amenées à l'asile d'Arkham car le poison les a rendu folles. Nightwing et Alfred atterrissent sur l'aéroport de Gonggar et sont accueillis par Ubu. Batman, I Ching et Talia sont dans le repaire de Ra's qui demande à Batman de choisir entre Damian, son fils, et Robin, son fils adoptif car il lui faut un nouveau corps. Le Sensei arrive à Nanda Parbat.

### Quatrième partie:Celui qu'on appelle maître
- Batman #671 : The Resurrection of Ra's al Ghul, part 4: He Who is Master (dessins : Tony Daniel, scénario : Grant Morrison, encrage : Jonathan Clapton)

Batman propose à Ra's de l'amener à Nanda Parbat pour qu'il puisse se plonger dans la fontaine de vie. Arrivé là-bas, ils n'ont aucun mal à se débarrasser de Merlyn Archer et de ses mercenaires. À la fontaine, le Sensei et Ra's sont face à face et Batman découvre qu'ils sont père et fils. Le Sensei a décidé de reprendre en main la ligue des assassins qui, selon lui, est en ruines par la faute de Talia et de sa sœur. Le Sensei tue Ra's qui dans un dernier râle demande à Batman de l'arrêter. S'ensuit un combat titanesque. Batman, presque vaincu envoie le Sensei dans la fontaine qui s'enflamme mais est entraîné avec lui. Un moine se penche et met la main sur la dépouille de Ra's qui s'empare de son corps.

### Cinquième partie
- Robin #169 : The Resurrection of Ra's al Ghul, part 5 (dessins : David Baldeon, scénario : Peter Milligan, encrage : Steve Bird)

Spectre Blanc et ses ninjas ont maîtrisé Damian, Talia et Robin mais ces derniers se libèrent et les combattent. I Ching couvre leurs arrières. Robin doute car la proposition de Ra's lui a troublé l'esprit. Robin rejoint Spectre Blanc pour accepter la proposition de Ra's mais ce dernier le repousse. Spectre Blanc défie Robin de plonger dans le puits de Lazare afin de prouver qu'il est prêt à rejoindre la ligue. I Ching rejoint le jeune homme, met en exergue le conflit qui l'habite et le laisse choisir en toute conscience. Nightwing, lui, décide de s'interposer. Ra's propose à Batman d'être son ami ce qu'il refuse.

### Sixième partie:La Preuve vivante
- Nightwing #139 : The Resurrection of Ra's al Ghul, part 6: Living Proof (dessins : Don Kramer, Carlos Rodriguez, scénario : Fabian Nicieza, encrage : Wayne Faucher)

Pendant que Robin et Nightwing s'affrontent, Damian prend l'apparence d'un ninja pour partir avec Spectre Blanc et sa troupe qui vont rejoindre Ra's al Ghul à Nanda Parbat. Le combat entre Robin et Nightwing est interrompu par I Ching. Robin décide de rester avec ses alliés. Nightwing, Alfred, Robin et Talia partent eux aussi pour Nanda Parbat où Ra's est en train de s'approprier le corps de Damian.

### Conclusion:Le Droit du sang
- Detective Comics #839 : The Resurrection of Ra's al Ghul, part 7: Entilement (dessins : Ryan Benjamin, Don Kramer, scénario : Paul Dini, encrage : Saleem Crawford, Wayne Faucher)

Batman s'interpose et sauve son fils de son grand-père. Le père et le fils doivent alors affronter les hordes de ninjas à la solde de Ra's al Ghul. Heureusement, Nightwing, Robin et Alfred arrivent. Talia veut protéger son fils et tous deux s'en vont. On apprend que Spectre Blanc est le fils de Ra's Al Ghul qui n'a jamais eu que du mépris pour cet albinos. Spectre Blanc propose à son père son corps pour qu'il puisse enfin ressusciter. Ra's, n'ayant pas d'autre choix, accepte en lui laissant croire que c'est un honneur, et rejoint le front pour combattre Batman. La violence et la profanation du temple oblige les prêtres à appeler leur déesse Rama Kushna qui, par sa volonté, fait cesser les combats. Batman, Alfred, Robin et Nightwing fuient le temple.

### Épilogue
- Detective Comics #840 : The Resurrection of Ra's al Ghul, epilogue (dessins : Dustin Nguyen, scénario : Paul Dini, encrage : Derek Fridolfs)

Batman traque un nouvel ennemi, Hammond Carter dit « Le Globe », qui vole tout ce qui se rapporte à la cartographie. Alors qu'il vient de mettre hors d'état de nuire le bandit, Ra's Al Ghul sous son nouveau visage d'albinos, fait son entrée. Il vient récupérer le globe qui lui appartient. Ra's apprend à Batman qu'il a décidé de s'installer à Gotham City. Batman, qui suppose que l'âme de Spectre Blanc dicte une partie des actes de Ra's, le maîtrise facilement et l'amène, hyper-sédaté, à Arkham sous la fausse identité de Terry Gene Kase afin de s'en débarrasser pour de bon.

## Personnages
- Alfred Pennyworth
- Aranéide
- Batman
- Carrie : une jeune biologiste disparue que Batman recherche.
- Damian Wayne
- Halisidote
- I Ching
- Jason : un jeune biologiste disparu que Batman recherche.
- Libellule
- Mlle McMurphy
- Merlyn Archer
- Nightwing
- Ra's al Ghul
- Robin
- Sensei
- Spectre Blanc
- Talia al Ghul

## Éditions

### Éditions américaines
- 2007 - DC Comics : première publication en anglais.
  - Batman Annual #26 : Resurrection Shuffle
  - Robin Annual #7 : The Festival of the Hungry Ghost
  - Batman #670 : A Prelude to The Resurrection of Ra's al Ghul: Lazarus Rising
  - Robin #168 : The Resurrection of Ra's Al Ghul, Part 1: A Boy for the Demon
  - Nightwing #138 : The Resurrection of Ra's al Ghul, Part 2: The Lesser of Two Evils
  - Detective Comics #838 : The Resurrection of Ra's al Ghul, Part 3
  - Batman #671 : The Resurrection of Ra's al Ghul, Part 4: He who is Master
  - Robin #169 : The Resurrection of Ra's al Ghul, Part 5
  - Nightwing #139 : The Resurrection of Ra's al Ghul, Part 6: Living Proof
  - Detective Comics #839 : The Resurrection of Ra's al Ghul, Part 7: Entitlement
  - Detective Comics #840 : The Resurrection of Ra's Al Ghul: Epilogue

### Éditions françaises
- 2009 - Panini Comics : première publication en français dans la collection Big Books.
- 2015 - Urban Comics : Collection DC Classiques